# Чемпіонат Європи з боротьби 2012
Чемпіонат Європи з боротьби 2012 року проходив з 7 по 11 березня в столиці Сербії Белграді. Під час змагань спортсмени розіграли 21 комплект нагород.

## Медалі
(Жирним виділено найбільшу кількість медалей у своїй категорії, країна-господар також виділена) 
| Місце | Країна      | Золото | Срібло | Бронза | Загалом |
| ----- | ----------- | ------ | ------ | ------ | ------- |
| 1     | Росія       | 5      | 2      | 8      | 15      |
| 2     | Україна     | 4      | 4      | 3      | 11      |
| 3     | Азербайджан | 2      | 0      | 4      | 6       |
| 3     | Туреччина   | 2      | 0      | 4      | 6       |
| 5     | Болгарія    | 1      | 4      | 3      | 8       |
| 6     | Грузія      | 1      | 3      | 2      | 6       |
| 7     | Польща      | 1      | 1      | 1      | 3       |
| 7     | Швеція      | 1      | 1      | 1      | 3       |
| 9     | Вірменія    | 1      | 0      | 3      | 4       |
| 10    | Німеччина   | 1      | 0      | 2      | 3       |
| 11    | Норвегія    | 1      | 0      | 0      | 0       |
| 11    | Словаччина  | 1      | 0      | 0      | 0       |
| 13    | Угорщина    | 0      | 2      | 3      | 5       |
| 14    | Румунія     | 0      | 2      | 2      | 4       |
| 15    | Литва       | 0      | 1      | 1      | 2       |
| 16    | Латвія      | 0      | 1      | 0      | 1       |
| 17    | Білорусь    | 0      | 0      | 2      | 2       |
| 18    | Іспанія     | 0      | 0      | 1      | 1       |
| 18    | Молдова     | 0      | 0      | 1      | 1       |
| 18    | Сербія      | 0      | 0      | 1      | 1       |
| Всего | Всего       | 21     | 21     | 42     | 84      |

## Рейтинг команд
| Місце | Вільна боротьба | Вільна боротьба | Греко-римська боротьба | Греко-римська боротьба | Жінки       | Жінки |
| Місце | Команда         | Очки            | Команда                | Очки                   | Команда     | Очки  |
| ----- | --------------- | --------------- | ---------------------- | ---------------------- | ----------- | ----- |
| 1     | Росія           | 60              | Росія                  | 45                     | Україна     | 67    |
| 2     | Грузія          | 52              | Україна                | 36                     | Росія       | 53    |
| 3     | Болгарія        | 49              | Азербайджан            | 34                     | Азербайджан | 31    |
| 4     | Туреччина       | 44              | Болгарія               | 30                     | Швеція      | 31    |
| 5     | Україна         | 30              | Вірменія               | 27                     | Польща      | 30    |
| 6     | Білорусь        | 28              | Угорщина               | 26                     | Румунія     | 23    |
| 7     | Угорщина        | 27              | Литва                  | 26                     | Німеччина   | 20    |
| 8     | Азербайджан     | 26              | Туреччина              | 23                     | Норвегія    | 16    |
| 9     | Вірменія        | 19              | Грузія                 | 19                     | Болгарія    | 15    |
| 10    | Румунія         | 16              | Білорусь               | 18                     | Латвія      | 15    |

## Медалісти

### Вільна боротьба. Чоловіки
| Вага      | Золото                     | Срібло                    | Бронза                        |
| до 55 кг  | Джамал Отарсултанов Росія  | Бесаріон Гочашвілі Грузія | Радослав Веліков Болгарія     |
| до 55 кг  | Джамал Отарсултанов Росія  | Бесаріон Гочашвілі Грузія | Ахмет Пекер Туреччина         |
| до 60 кг  | Тогрул Асгаров Азербайджан | Анатолій Гуйдя Болгарія   | Расул Муртазалієв Росія       |
| до 60 кг  | Тогрул Асгаров Азербайджан | Анатолій Гуйдя Болгарія   | Малхаз Заркуа Грузія          |
| до 66 кг  | Алан Гогаєв Росія          | Леонід Базан Болгарія     | Давид Сафарян Вірменія        |
| до 66 кг  | Алан Гогаєв Росія          | Леонід Базан Болгарія     | Герге Веллер Угорщина         |
| до 74 кг  | Денис Царгуш Росія         | Давид Хуцишвілі Грузія    | Хатош Габор Угорщина          |
| до 74 кг  | Денис Царгуш Росія         | Давид Хуцишвілі Грузія    | Олександр Гостієв Азербайджан |
| до 84 кг  | Дато Марсагішвілі Грузія   | Михайло Ганєв Болгарія    | Анзор Урішев Росія            |
| до 84 кг  | Дато Марсагішвілі Грузія   | Михайло Ганєв Болгарія    | Георгіца Штефан Румунія       |
| до 96 кг  | Абдусалам Гадісов Росія    | Валерій Андрейцев Україна | Серхат Бальчі Туреччина       |
| до 96 кг  | Абдусалам Гадісов Росія    | Валерій Андрейцев Україна | Іван Янковський Білорусь      |
| до 120 кг | Таха Акгюл Туреччина       | Даніель Лігеті Угорщина   | Давид Модзманашвілі Грузія    |
| до 120 кг | Таха Акгюл Туреччина       | Даніель Лігеті Угорщина   | Ігор Дзятко Білорусь          |

### Греко-Римська боротьба
| Вага      | Золото                   | Срібло                    | Бронза                        |
| до 55 кг  | Ельчин Алієв Азербайджан | Петер Модош Угорщина      | Фатіх Учунчу Туреччина        |
| до 55 кг  | Ельчин Алієв Азербайджан | Петер Модош Угорщина      | Олександр Костадінов Болгарія |
| до 60 кг  | Іштван Леваї Словаччина  | Іво Ангелов Болгарія      | Давор Штефанек Сербія         |
| до 60 кг  | Іштван Леваї Словаччина  | Іво Ангелов Болгарія      | Аслан Абдуллін Росія          |
| до 66 кг  | Френк Стаблер Німеччина  | Георгіан Карпен Румунія   | Ове Матіас Гюнтер Швеція      |
| до 66 кг  | Френк Стаблер Німеччина  | Георгіан Карпен Румунія   | Ісламбек Альбієв Росія        |
| до 74 кг  | Роман Власов Росія       | Манучар Цхадая Грузія     | Арсен Джулфалакян Вірменія    |
| до 74 кг  | Роман Власов Росія       | Манучар Цхадая Грузія     | Александрас Казакевичюс Литва |
| до 84 кг  | Христо Маринов Болгарія  | Дам'ян Яніковський Польща | Жан Беленюк Україна           |
| до 84 кг  | Христо Маринов Болгарія  | Дам'ян Яніковський Польща | Лорінц Віктор Угорщина        |
| до 96 кг  | Артур Алексанян Вірменія | Міндаугас Ежерскіс Литва  | Шалва Гадабадзе Азербайджан   |
| до 96 кг  | Артур Алексанян Вірменія | Міндаугас Ежерскіс Литва  | Сергій Рутенко Україна        |
| до 120 кг | Риза Каяалп Туреччина    | Хасан Бароєв Росія        | Євген Орлов Україна           |
| до 120 кг | Риза Каяалп Туреччина    | Хасан Бароєв Росія        | Юрій Патрикеєв Вірменія       |

### Вільна боротьба. Жінки
| Вага     | Золото                  | Срібло                       | Бронза                           |
| до 48 кг | Людмила Балушка Україна | Естера Добре Румунія         | Марина Вільмова Росія            |
| до 48 кг | Людмила Балушка Україна | Естера Добре Румунія         | Жаклін Шеллін Німеччина          |
| до 51 кг | Івона Матковська Польща | Олександра Когут Україна     | Олександра Енгельгардт Німеччина |
| до 51 кг | Івона Матковська Польща | Олександра Когут Україна     | Катерина Краснова Росія          |
| до 55 кг | Наталя Синишин Україна  | Софія Маттссон Швеція        | Марія Гурова Росія               |
| до 55 кг | Наталя Синишин Україна  | Софія Маттссон Швеція        | Ана Марія Павал Румунія          |
| до 59 кг | Ганна Василенко Україна | Анастасія Григор'єва Латвія  | Людмила Кристя Молдова           |
| до 59 кг | Ганна Василенко Україна | Анастасія Григор'єва Латвія  | Сона Ахмедлі Азербайджан         |
| до 63 кг | Юлія Остапчук Україна   | Наталія Смирнова Росія       | Моніка Михалик Польща            |
| до 63 кг | Юлія Остапчук Україна   | Наталія Смирнова Росія       | Еліф Жалі Єшілирмак Туреччина    |
| до 67 кг | Генна Юганссон Швеція   | Алла Черкасова Україна       | Надія Семенцова Азербайджан      |
| до 67 кг | Генна Юганссон Швеція   | Алла Черкасова Україна       | Джанан Манолова Болгарія         |
| до 72 кг | Майя Ерландсен Норвегія | Катерина Бурмістрова Україна | Наталія Воробйова Росія          |
| до 72 кг | Майя Ерландсен Норвегія | Катерина Бурмістрова Україна | Майдер Унда Іспанія              |